# Pieno (araldica)
Pieno è un termine utilizzato in araldica o per lo scudo, tutto d'uno smalto, o di una pezza o figura smaltata dentro.
Gli scudi pieni sono detti anche armi d'aspettazione perché il titolare dello scudo attende ancora l'occasione di introdurvi un emblema che ne indichi la gloria o i meriti.

Di rosso pieno
D'argento pieno
D'armellino pieno
D'oro pieno (stemma del comune di Campodoro)